# William Blume Levy
William Blume Levy (Horsens, 14 gennaio 2001) è un ciclista su strada e pistard danese che corre per l'Uno-X Mobility.

## Palmarès

### Strada
- 2018 (Juniores)

2ª tappa Tour du Pays de Vaud (Missy > Bioley-Magnoux)
3ª tappa, 1ª semitappa Sint-Martinusprijs Kontich (Kontich, cronometro)
- 2019 (Juniores)

Giro delle Fiandre Juniores
Classifica generale Ster van Zuid-Limburg
- 2021 (Team ColoQuick, una vittoria)

Gylne Gutuer

#### Altri successi
- 2018 (Juniores)

Classifica giovani Tour du Pays de Vaud
- 2020 (Team ColoQuick)

2ª tappa Randers Bike Week (Randers)
- 2021 (Team ColoQuick)

Aarhus
Classifica generale Randers Bike Week

### Pista
- 2019

Campionati danesi, Inseguimento a squadre (con Frederik Wandahl, Tobias Lund Andersen e Victor Fuhrmann)

## Piazzamenti

### Classiche monumento
- Giro delle Fiandre

2022: ritirato
2023: 84º
2024: ritirato
2025: 87º
- Parigi-Roubaix

2022: ritirato
2023: 122º
2025: 91º

### Competizioni mondiali
- Campionati del mondo su strada

Innsbruck 2018 - Cronometro Junior: 21º
Innsbruck 2018 - In linea Junior: ritirato
Yorkshire 2019 - Cronometro Junior: 12º
Yorkshire 2019 - In linea Junior: ritirato
Fiandre 2021 - In linea Under-23: 80º
Wollongong 2022 - In linea Under-23: ritirato
- Campionati del mondo su pista

Aigle 2018 - Inseguimento a squadre Junior: 6º
Aigle 2018 - Inseguimento individuale Junior: 22º
Aigle 2018 - Chilometro a cronometro Junior: 37º
Francoforte sull'Oder 2019 - Inseguimento a squadre Junior: 8º
Francoforte sull'Oder 2019 - Americana Junior: 7º

### Competizioni europee
- Campionati europei su strada

Trento 2021 - In linea Under-23: ritirato